# 水原空軍基地
水原空軍基地（スウォンくうぐんきち、朝鮮語: 수원공군기지）は、京畿道水原市勧善区と華城市に跨がる地域に位置する空軍基地である。大韓民国空軍第10戦闘飛行団が駐留している。またアメリカ陸軍の防空部隊も駐屯している。

## 歴史
- 第二次世界大戦末期：旧日本軍により建設。
- 1954年：大韓民国空軍に管轄権移譲。
- 2006年5月5日：子供の日の行事のために用意した空軍特殊飛行チームのブラックイーグルの曲芸飛行中のA-37航空機1機が飛行場の滑走路南端に墜落、パイロット1人が死亡。[1]